# Lucy (Schimpanse)
Lucy (1964–1987) war eine Schimpansin, die dem Institute for Primate Studies in Oklahoma gehörte und von Maurice Temerlin, einem Psychotherapeuten und Professor der University of Oklahoma, aufgezogen wurde.

## Biographie
Temerlin und seine Frau Jane behandelten Lucy wie ein menschliches Kind. Temerlin brachte ihr beispielsweise das Essen mit Besteck, das Ankleiden, das Blättern in Illustrierten sowie das Sitzen auf einem Stuhl bei Tisch bei. Außerdem lernte Lucy als Teil eines Affensprachenprojektes die American Sign Language des Primatologen Roger Fouts. Zudem hatte sie eine Hauskatze als Spielgefährten.
Fouts schrieb, dass er jeden Morgen um 8:30 Uhr zu Lucy kam, die ihn dabei mit einer Umarmung begrüßte, einen Kessel nahm, ihn mit Wasser füllte, dann zwei Tassen und Teebeutel suchte, den Tee aufgoss und servierte.
Als Lucy zwölf Jahre alt war, konnten die Temerlins nicht mehr länger für sie sorgen, und sie wurde ins Chimpanzee Rehabilitation Project (CRP, ein Rehabilitationszentrum für Schimpansen im Niokolo-Koba National Park / Senegal) gebracht, das von Eddie Brewers Tochter Stella Brewer betreut wurde. Von dort wurde sie zehn Jahre später im River Gambia National Park in Gambia ausgesetzt.
Nach etwa einem Jahr fand Janis Carter, die Lucy bei der Auswilderung betreut hatte, ihr Skelett, an dem der Schädel und andere Körperteile fehlten. Carter schloss daraus, dass Lucy Wilderern zum Opfer gefallen war. Aufgrund des fortgeschrittenen Zustandes der Verwesung ließ sich die Todesursache jedoch nicht klären.

## Zeichensprache
Das Bewusstsein der eigenen Existenz wurde bei Lucy unter anderem dadurch nachgewiesen, dass man sie beim Lügen beobachtete. Fouts befragte die Schimpansin über einen Haufen Schimpansenkot auf dem Boden:

Fouts: WHAT THAT?

Lucy: WHAT THAT?

Fouts: YOU KNOW. WHAT THAT?

Lucy: DIRTY DIRTY.

Fouts: WHOSE DIRTY DIRTY?

Lucy: SUE (Eine Studentin).

Fouts: IT NOT SUE. WHOSE THAT?

Lucy: ROGER!

Fouts: NO! NOT MINE. WHOSE?

Lucy: LUCY DIRTY DIRTY. SORRY LUCY.